# Bessarabská sovětská socialistická republika

Vlajka Bessarabské SSR.

Bessarabská sovětská socialistická republika byla republika založená 11. května 1919 jako autonomní část RSFSR. Jejím hlavním městem byla Oděsa.
Od začátku vojenské intervence Polska a Francie 2. srpna 1919 bylo hlavní město Tiraspol. V září toho roku zanikla, ale polská okupace tohoto regionu pokračovala až do 29. prosince 1920.